# Luigi Cadorna
Luigi Cadorna, italijanski maršal, poveljnik italijanske vojske od začetka prve svetovne vojne do odpoklica po velikem italijanskem porazu pri Kobaridu, * 4. september 1850, Verbania-Pallanza, Piemont, † 21. december 1928, Bordighera, Italija.
Njegov sin je bil italijanski general Raffaele Cadorna. V italijansko vojsko je vstopil leta 1866. Njegova vojaška kariera je hitro rasla in leta 1908 so mu ponudili mesto poveljnika Italijanske vojske. To je zavrnil zaradi političnega vmešavanja v vojaške zadeve. Mesto je sprejel julija 1914, tik pred izbruhom vojne. Takoj je začel krepiti vojsko, čeprav je bila Italija takrat še nevtralna država. Cadorna je pričakoval začetek vojne, zato je koncentriral oborožene sile ob meji z Avstro-Ogrsko. 
Italija je 23. maja 1915 napovedala vojno svoji sosedi Avstro-Ogrski in Cadorna je prevzel vodenje te fronte. Uspeh njegovega vodenja je bil katastrofalen, v glavnem zaradi zastarelega načina bojevanja: 11 ofenziv na Soški fronti, ki jih je začel, je končalo brez uspeha, toda z ogromnim številom mrtvih in ranjenih. Neuspehi so slabo vplivali na moralo italijanske vojske, povečalo se je število dezerterjev. Cadorna je na to odgovoril z brutalnim podeljevanjem smrtnih kazni - odobril je čez 750 usmrtitev. Njegov priimek je zato med vojaki postal zelo žaljiva kletvica. Odpustil pa je tudi 217 podrejenih častnikov. Cadorna pa je lahko zabeležil tudi nekaj vojaških uspehov: uspešna obramba Trentina (1916), zavzetje Gorice (1916) in zmage pri Bensezzi (1917). Njegova vojaška kariera se je hitro končala po katastrofalnem porazu pri Kobaridu, v 12. ofenzivi, ki sta jo izvedli vojski Avstro-Ogrske in Nemčije oktobra 1917. Nadomestil ga je njegov pomočnik, general Armando Diaz. Po odpustu je bil premeščen v zavezniški štab v Versailles. Po vojni je bil deležen hudih kritik zaradi poraza pri Kobaridu, toda Cadorna je svojo krivdo zavračal. Leta 1924 ga je Benito Mussolini povišal v čin maršala.